# Karl August Schwarz
Karl August Schwarz (* 25. November 1781; † 1853) war ein deutscher Architekt und großherzoglich badischer Baubeamter, auf den mehrere bis heute erhaltene markante Gebäude des Weinbrenner-Stils im nördlichen Kraichgau zurückgehen.
Schwarz, der sich selbst im Gegensatz zu amtlichen Dokumenten stets Schwartz schrieb, war Schüler des Architekten Friedrich Weinbrenner und führte in seinen Planungen die von Weinbrenner begründete badische Ausprägung des Klassizismus fort. Er lebte und arbeitete als Regierungsbaumeister und Baurat in Karlsruhe und Bruchsal. Ab 1807 war er Architekt und Bauaufseher im gesamten nördlichen Kraichgau. Mit einem Erlass vom 21. Oktober 1820 wurde er zum Bauinspektor des Pfinzkreises ernannt.
Zu den von ihm errichteten Gebäuden zählen das Schloss Schomberg der Grafen von Degenfeld bei Stebbach (1820–1826), das Rathaus von Eppingen (1825), die Kreuzkirche in Unteröwisheim (1825–1828) sowie die sich durch ihren auffälligen halbrunden Grundriss auszeichnende Pfarrkirche St. Nazarius in Adelshofen (1830–1835).

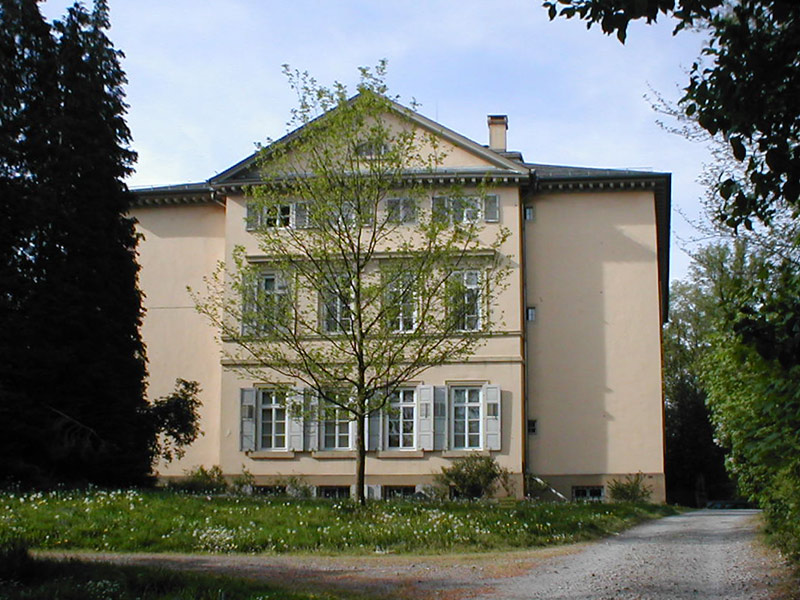
Schloss Schomberg
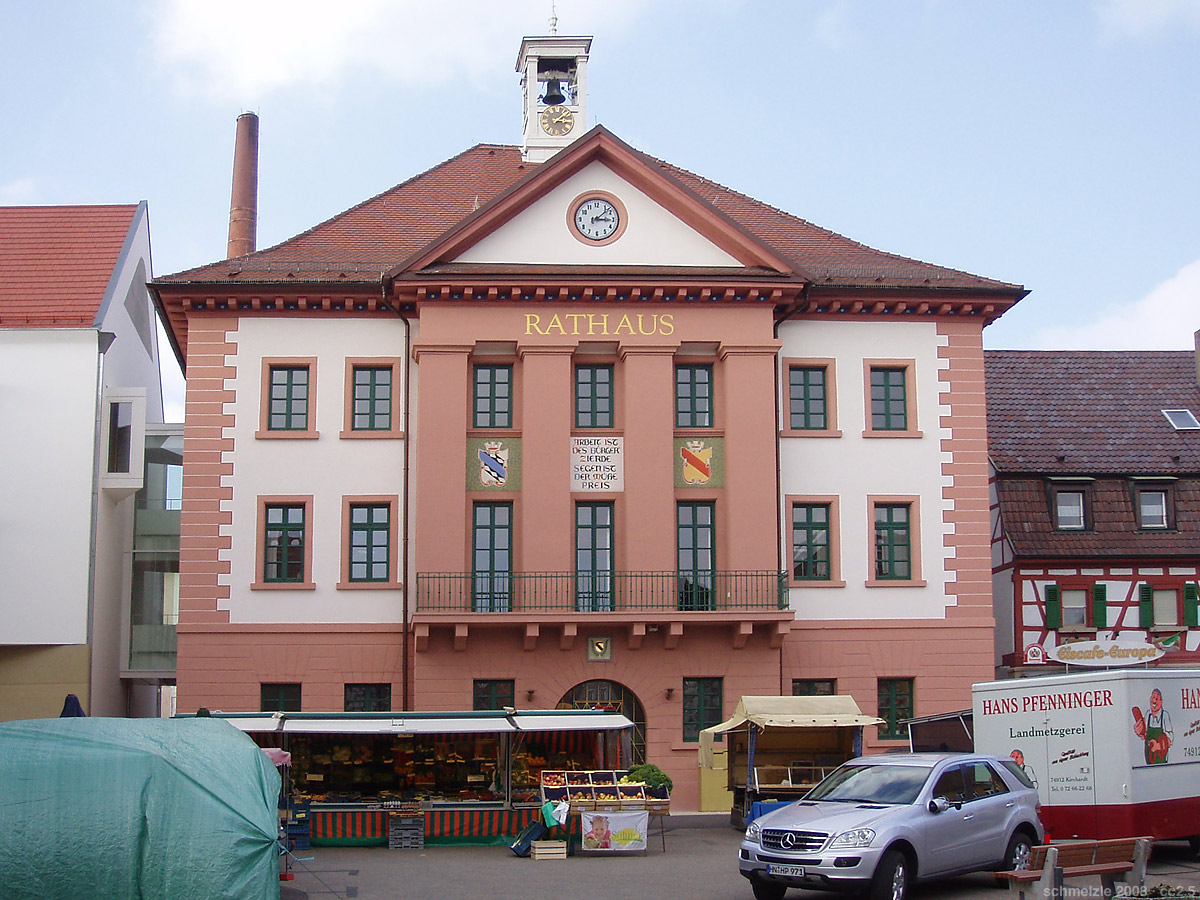
Rathaus Eppingen
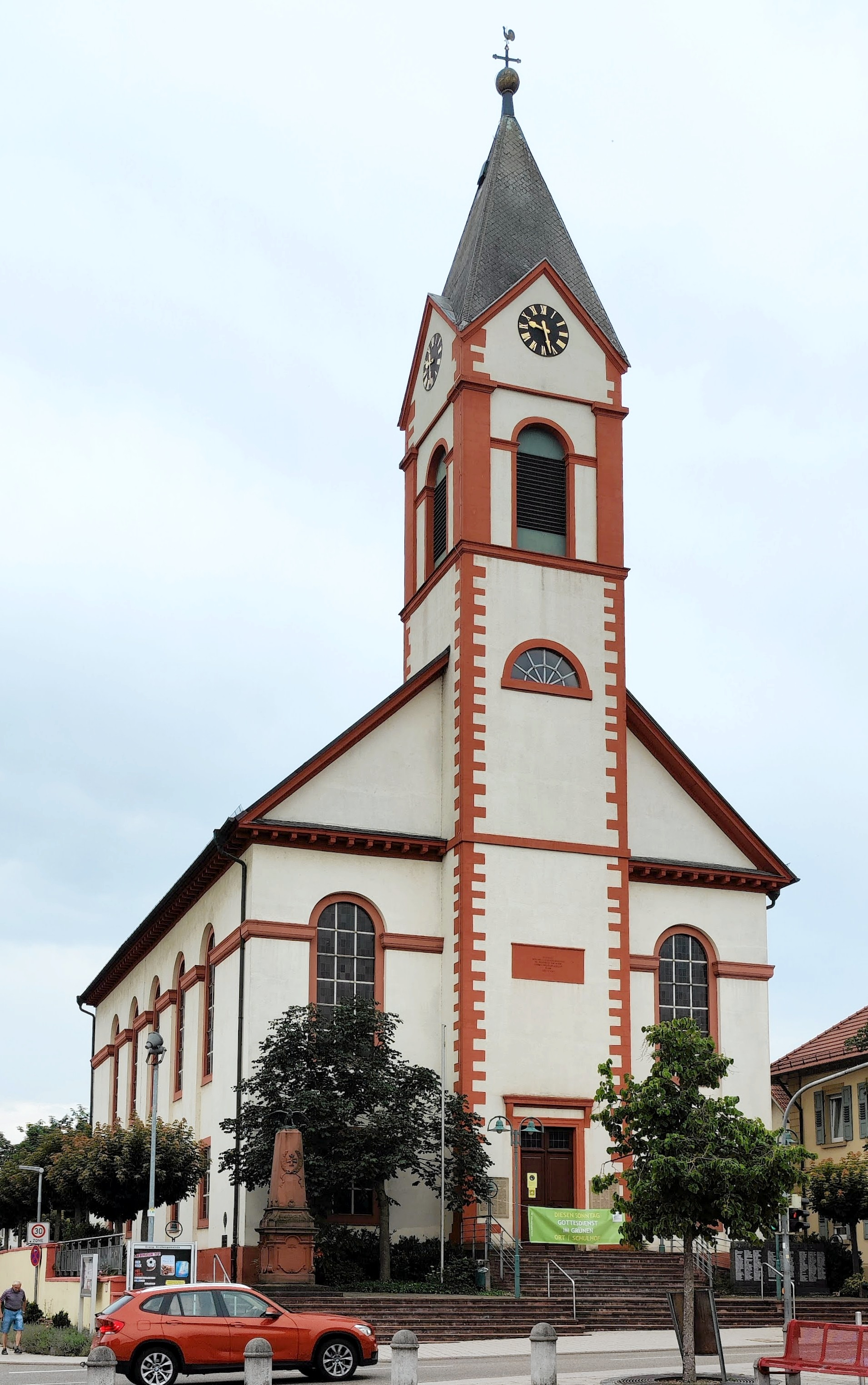
Kreuzkirche Unteröwisheim
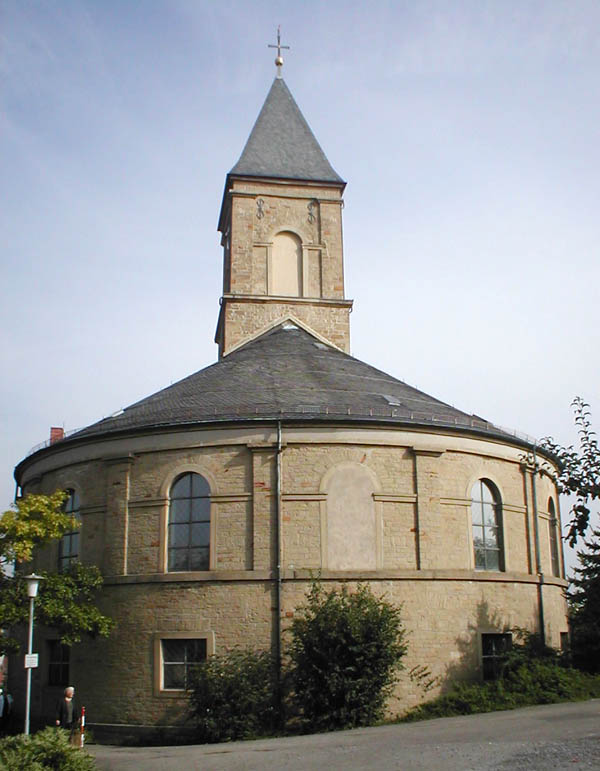
Pfarrkirche Adelshofen
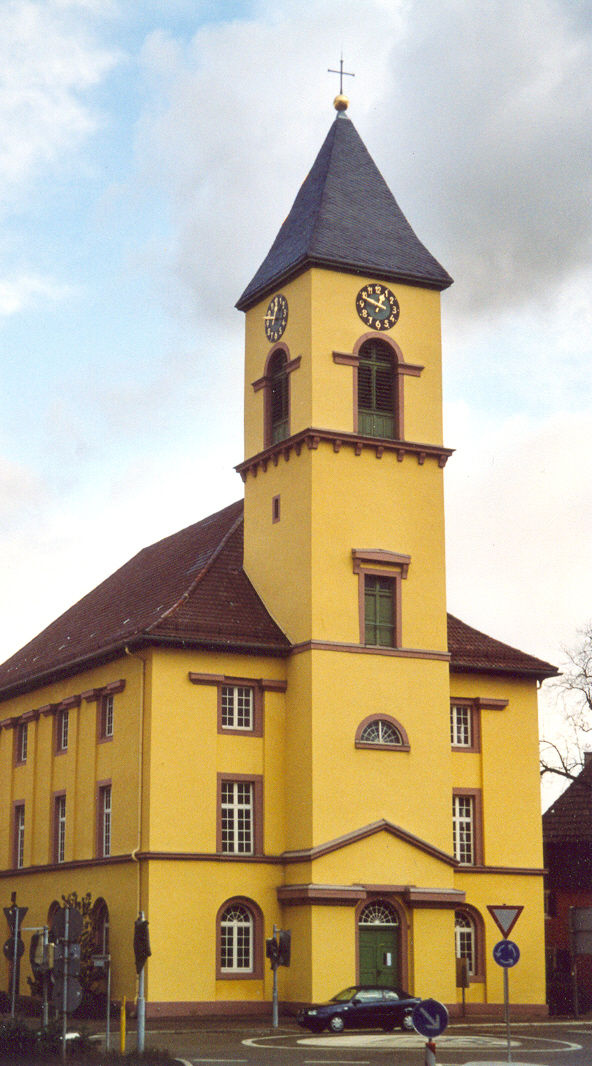
Ludwigskirche Langensteinbach